# Ospedale degli esposti e dei mendicanti
L'Ospedale degli esposti e dei mendicanti è stata un'istituzione assistenziale di Crema, nota anche come Venerabile Ospedale Grande di Santa Maria Stella, Ospedale dei trovatelli, Ospedale delle partorienti.

## Storia

### Fino al XVIII secolo

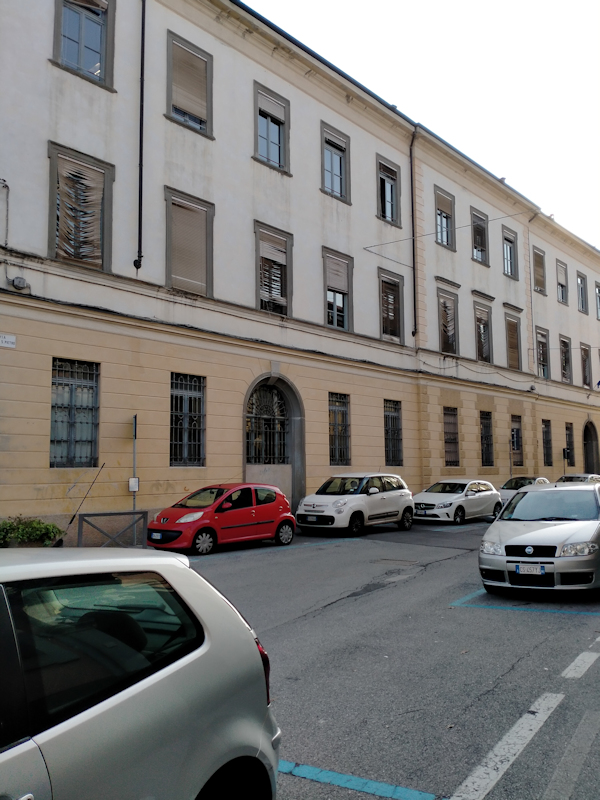
La scuola primaria di Borgo San Pietro, che sorge sull'area ove un tempo si elevava l'ospedale

Un oratorio dedicato a Santa Maria Stella esisteva già in tempi antichi nel Borgo San Pietro ancor prima dell'assedio di Federico Barbarossa del 1160 e, probabilmente, già all'epoca era affiancato da un ospizio per bambini abbandonati o illegittimi. Lo Zavaglio ipotizzava che il nome derivasse dall'usanza di applicare una stellina al vestito quale contrassegno dei bambini ospitati.

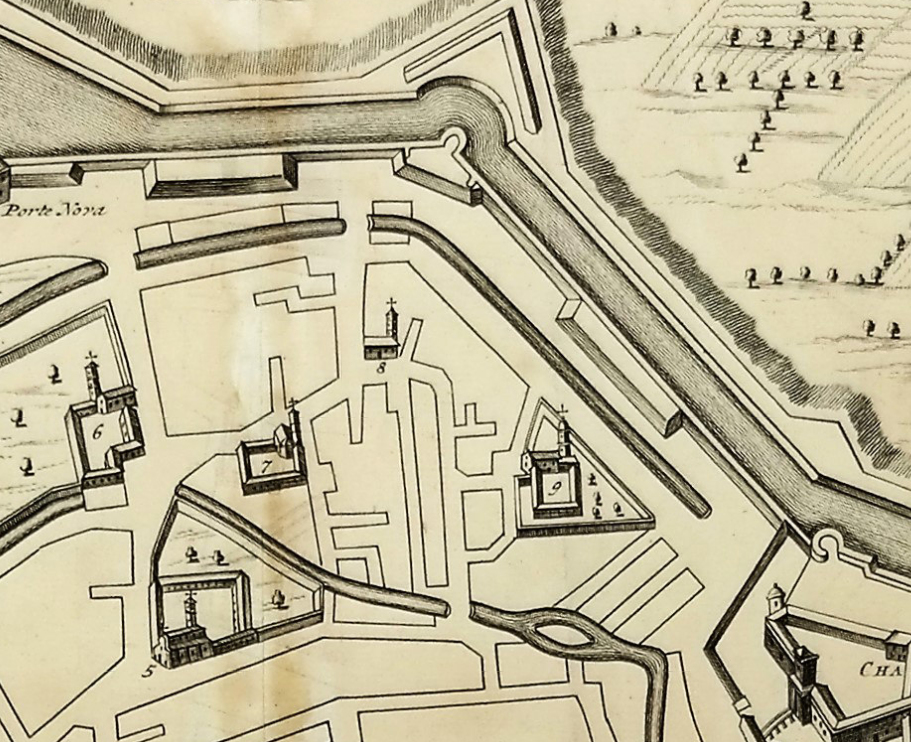
L'area del Borgo San Pietro agli inizi del XVIII secolo. L'ospedale dei mendicanti («Hospital de Mendicanti») è identificato col numero 7. Estratto dalla mappa creata da Pierre Mortier, acquaforte, Amsterdam, 1708

Nel 1479 il Gran Consiglio cittadino promuoveva la fondazione di un ospedale, anche con il fine di riunificare vari piccoli luoghi di ricovero sparsi, quali gli ospedali di Santo Spirito, dei Guoghi, dei Castelli e degli Ottolini; rimase autonomo ed indipendente l'Ospedale degli infermi (quello che secoli dopo confluirà nell'attuale Ospedale maggiore) poiché frutto di un'iniziativa privata. Nacque così il Venerabile Ospedale Grande di Santa Maria Stella la cui fabbrica, più volte interrotta e ripresa, fu portata avanti fino all'anno 1537, peraltro sul luogo in Borgo San Pietro abbandonato un secolo prima dall'Opus Dei (Ospedale degli infermi) per trasferirsi presso Porta Ripalta. Nell'estimo del 1685 è descritta dettagliatamente la sua collocazione, trovandosi tra la chiesa di Santa Maria Stella a mattina, la roggia Crema (attuale via Ponte della Crema) a mezzogiorno, il canton "della roda" e una casa Bernardi.
Nell'anno 1536 il Consiglio deliberò di scindere l'amministrazione dell'ospedale in due separati ospizi: l'Ospedale degli Esposti, col fine di raccogliere i bambini orfani, e l'Ospedale della Misericordia dei poveri mendicanti per accudire le persone più in miseria del territorio. Per quanto riguarda i trovatelli, si trattava di bambini che al compimento del settimo anno di età venivano espulsi dal befrotrofio e qui vi venivano mantenuti fino al diciottesimo anno occupati in vari lavori: tessitura, sartoria, calzoleria per i maschi; cucito, "far calze e merletti" le ragazze. Se venivano maritate alle ragazze veniva consegnata una piccola dote in denaro, una camicia ed un panno per confezionarsi almeno un vestito.
Il Gran Consiglio deliberava nella seduta del 17 marzo 1564 l'installazione di un "torno" o "roda" - la ruota degli esposti - all'interno della quale venivano deposti anonimamente i neonati abbandonati; una volta ruotato il dispositivo i bambini venivano accolti all'interno ed un economo stilava una dettagliata relazione.

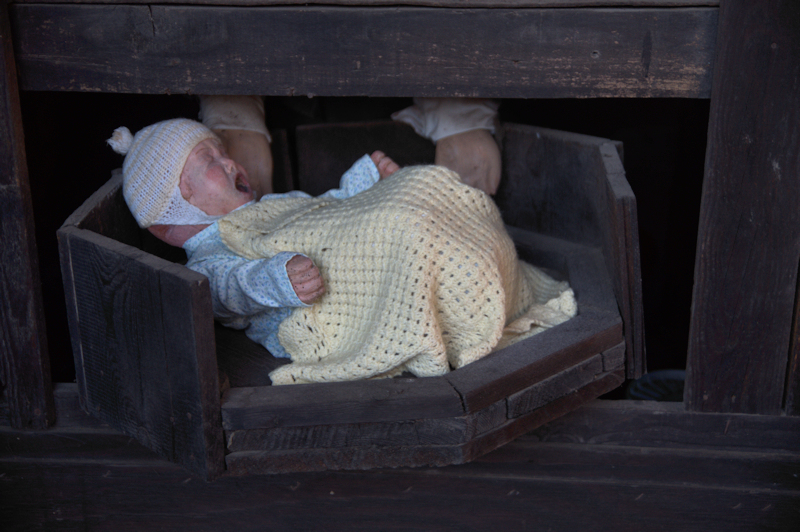
La ricostruzione della ruota, presso il Presepe dei Sabbioni

Tre secoli più tardi il sacerdote professor Antonio Valdameri descrive la ruota come una cassa in legno che ricevuto all'interno l'infante ruotava attorno ad un perno verso la sala interna "dove era raccolta da una caritatevole persona".
L'Ospedale degli esposti era poverissimo: in un documento del 1683 si informa circa una rendita di sole 13.000 lire a fronte di 17.000 lire di spese. Ed ancora nei primi anni del XIX secolo, l'Ospedale dei mendicanti sopperiva alle minori rendite dell'Ospedale degli esposti a fronte di un incremento degli orfani accolti. Si andava a formare, così, una fusione dalla quale perviene il nome con il quale in quel secolo era noto: Ospedale degli esposti e dei mendicanti che dall'anno 1831 poté godere anche di sussidi governativi.

### XIX e XX secolo
Durante la Repubblica Cisalpina un "direttorio" aggregò tutte le istituzioni assistenziali e di beneficenza, fino ad allora autonome, in una Congregazione di Carità che includeva sia l'Ospedale degli Infermi sia l'Ospedale degli Esposti e mendicanti, oltre che il Conservatorio delle Zitelle, la Casa delle Ritirate, la Commissaria Lupi, le Commissarie Penaro ed unite, l'Istituto per i carcerati, il Monte di pietà e (dal 1809) la Casa dei poveri. La situazione fu parzialmente modificata nel 1822 quando furono istituiti due enti amministrativiː da una parte i Luoghi pii elemosinieri (cui facevano capo il Monte di Pietà, il Conservatorio delle Zitelle, la Casa dei Poveri, le varie Commissarie ed altre fondazioni ed opere pie nel frattempo istituite) da una parte, un Consiglio degli Istituti Ospitalieri che riuniva l'Ospedale degli Infermi e l'Istituto Esposti e mendicanti.

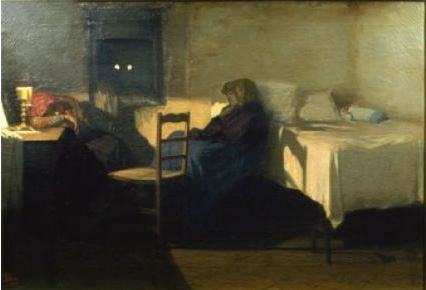
Gioacchino Toma,La guardia alla ruota dei trovatelli, 1877, Roma, Galleria Nazionale d'Arte Moderna

Verso il terzo decennio del secolo, di fronte alla necessità di nuovi spazi si pensò ad un rifacimento dell'edificio, ma poi si optò per una diversa soluzione acquistando il palazzo Benzoni-Frecavalli in via Civerchi messo in vendita da Erminia Frecavalli al costo di 25.400 Lire austriache. In un'abitazione attigua vi fu ricavato un oratorio aperto nel 1834 e ampliato nel 1885.
Rispetto a due secoli prima, un volume del 1843 curato da Faustino Sanseverino ci permette di conoscere nel dettaglio i mutati aspetti dell'organizzazione in quel periodo:: vi era a capo dell'istituzione un direttore coadiuvato da un amministratore gratuito; dal punto di vista sanitario vi era un medico-chirurgo-ostetricante e "un numero sufficiente di impiegati" affiancati a partire dall'anno 1852 dalle suore dell'istituto delle Ancelle della Carità. Tra il 1833 ed il 1843 il numero dei trovatelli accolti annualmente passava da 54 a 80, 6/7 dei quali provenienti dal deposito nella ruota. Circa 40 erano i bambini mantenuti giornalmente all'interno dello stesso ospedale, mentre 120 erano quelli affidati fino al settimo anno di età a famiglie, alle quali veniva corrisposta una somma; dopo tale età rimanevano a totale carico degli affidatari.

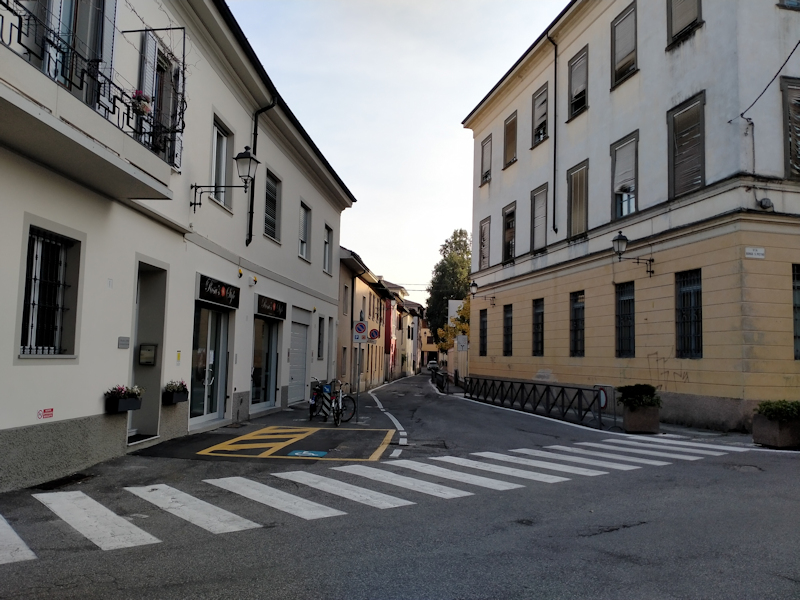
Via della Ruota, indizio toponomastico della collocazione dell'ospedale

La mortalità era al 39,41 per cento che, secondo il Sanseverino
L'ospedale manteneva anche da due a quattro nutrici per l'allattamento naturale, destinando quello artificiale ai casi di malattie contagiose.

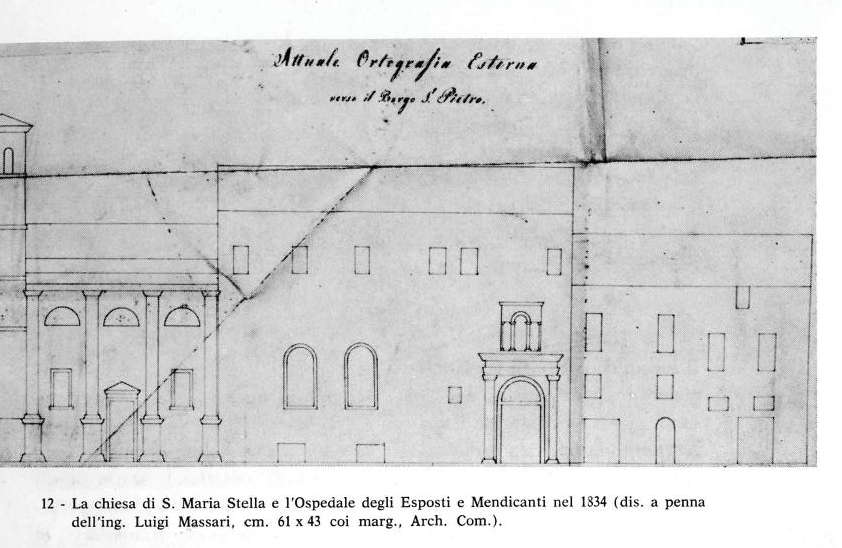
La chiesa di Santa Maria Stella e l'Ospedale degli Esposti nel 1834, disegno a penna dell'ing. Luigi Massari

Inoltre, un locale provvedeva al sostegno delle donne in gravidanza a partire dal settimo mese che avessero dichiarato di essere in completa indigenza "per la maggior parte fecondate illegittimamente".
Queste donne, mediamente in numero di nove all'anno, venivano assistite finché si ristabilivano dopo il parto e generalmente i figli nati entravano a far parte della "famiglia degli esposti".
Infine, l'istituto provvedeva a circa sessanta donne "madri miserabili" che non avevano latte per nutrire i neonati e non erano nelle condizioni economiche di pagare una balia.

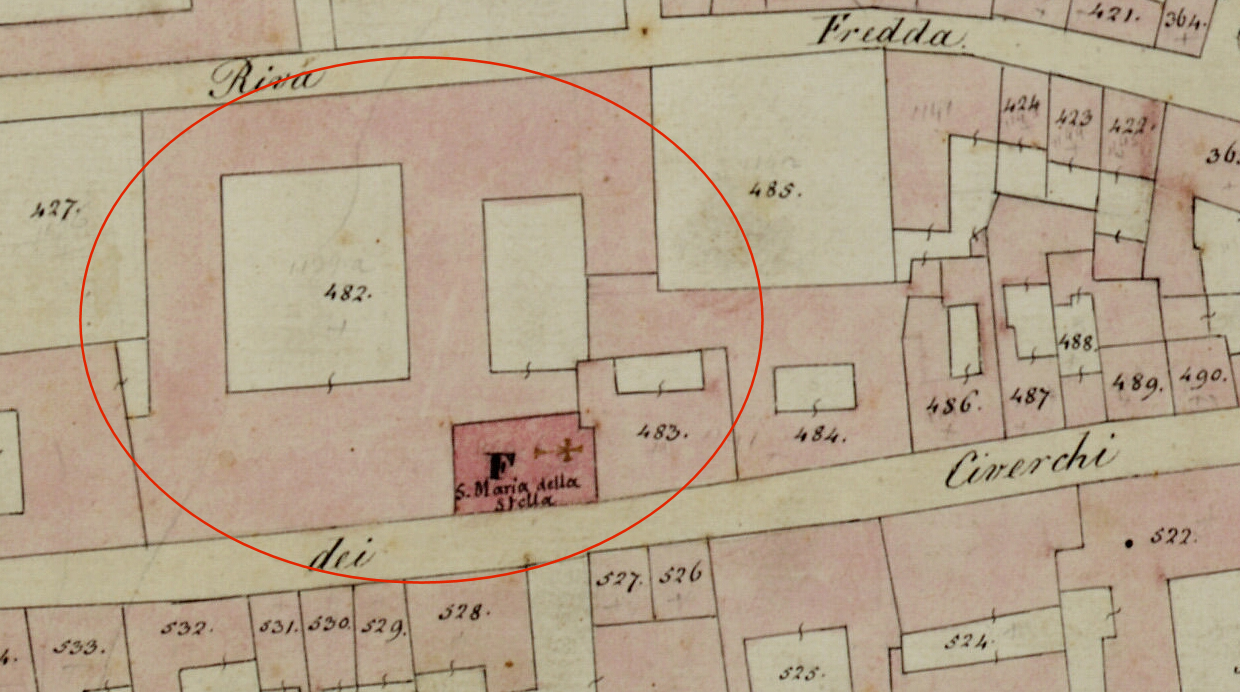
L'area di Palazzo Benzoni-Frecavalli e della chiesa, lungo la Contrada dei Civerchi, tra il 1832 ed il 1852. Estratto della "Mappa originale del Comune censuario di Crema Città" conservata presso l'Archivio di Stato di Milano.

A seguito della riforma delle opere pie del 1863 veniva istituito il Consiglio degli Istituti ospitalieri per l'amministrazione dell'opera pia Spedale maggiore ed uniti e dello Spedale degli Esposti e dei mendicanti, mentre gli altri enti di assistenza e beneficenza furono divisi in varie amministrazioni (Consiglio del Monte di pietà, Congregazione di carità e Consiglio degli Istituti educativi).

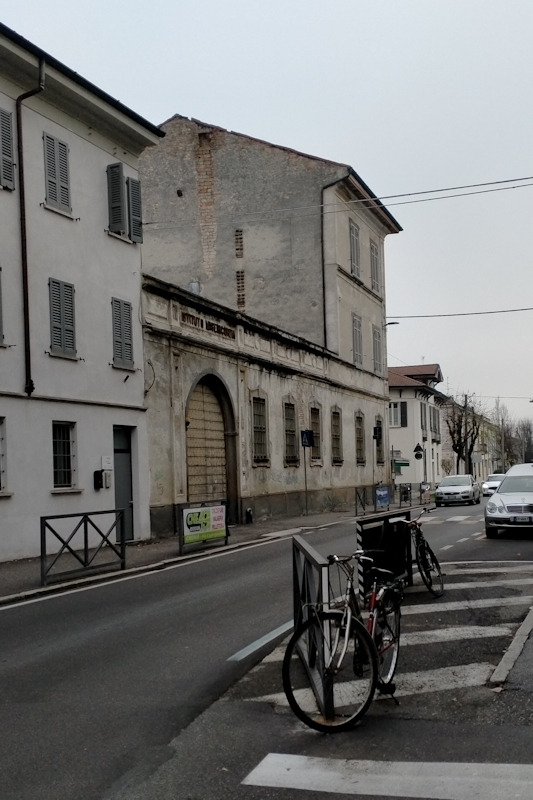
L'edificio dell'ex Istituto Misericordia in via Kennedy

I contributi governativi nel corso dell'Ottocento permettevano maggior tranquillità economica per cui il Consiglio degli Istituti Ospitalieri decise nel 1874 di scindere nuovamente lo Spedale degli Esposti e dei mendicanti fondando l'istituto educativo Ospedale della Misericordia in via Piacenza (odierna via Kennedy) di fronte all'ex Ospedale maggiore.

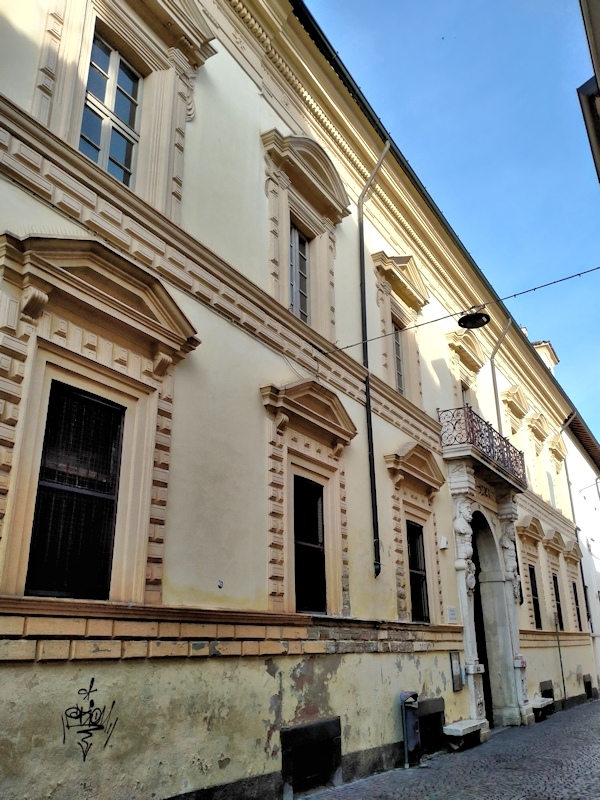
Palazzo Benzoni-Frecavalli, edificio in cui fu trasferito l'ospedale nel 1832

La ruota fu abolita a partire dal 1º gennaio 1873 preferendo l'accoglienza dall'ingresso principale; l'ospedale proseguiva il suo operato nell'ex palazzo Benzoni-Frecavalli fino al 1929 quando venne trasferito in via Teresine nei locali lasciati liberi dal manicomio traslocato a Santa Maria della Croce.
Nell'anno 1931 alla Congregazione di Carità fu concentrata l'amministrazione di tutti gli enti assistenziali e di tutte le opere pie cittadine, situazione che perdurò per pochi anni fino alla nascita (1937) di un Ente comunale di assistenza (ECA); l'anno successivo un Regio decreto (20 gennaio 1938) stabiliva che tutti gli enti di assistenza fossero decentrati dall'ECA e affidato ad un'unica amministrazione denominata Istituti ospedalieri e di ricovero.
L'ospedale continuò a svolgere assistenza ai minori fino al 1971, anno in cui fu chiuso e i pochi bambini rimasti vennero trasferiti in un analogo istituto di Cremona.
Con atto numero 30045 del 19 novembre 1992 la Regione Lombardia deliberava la fusione dell'Opera Pia Esposti nell'istituto di pubblica assistenza e beneficenza Casa di riposo Marini, Carioni, Vimercati, Pasquini. Questa Opera pia, assieme all'Opera Pia Cronici (1908) e all'Opera Pia Centri Minori Frecavalli (1943) confluì nel 2004 nella Fondazione Benefattori Cremaschi.

### Il vecchio edificio di Borgo San Pietro

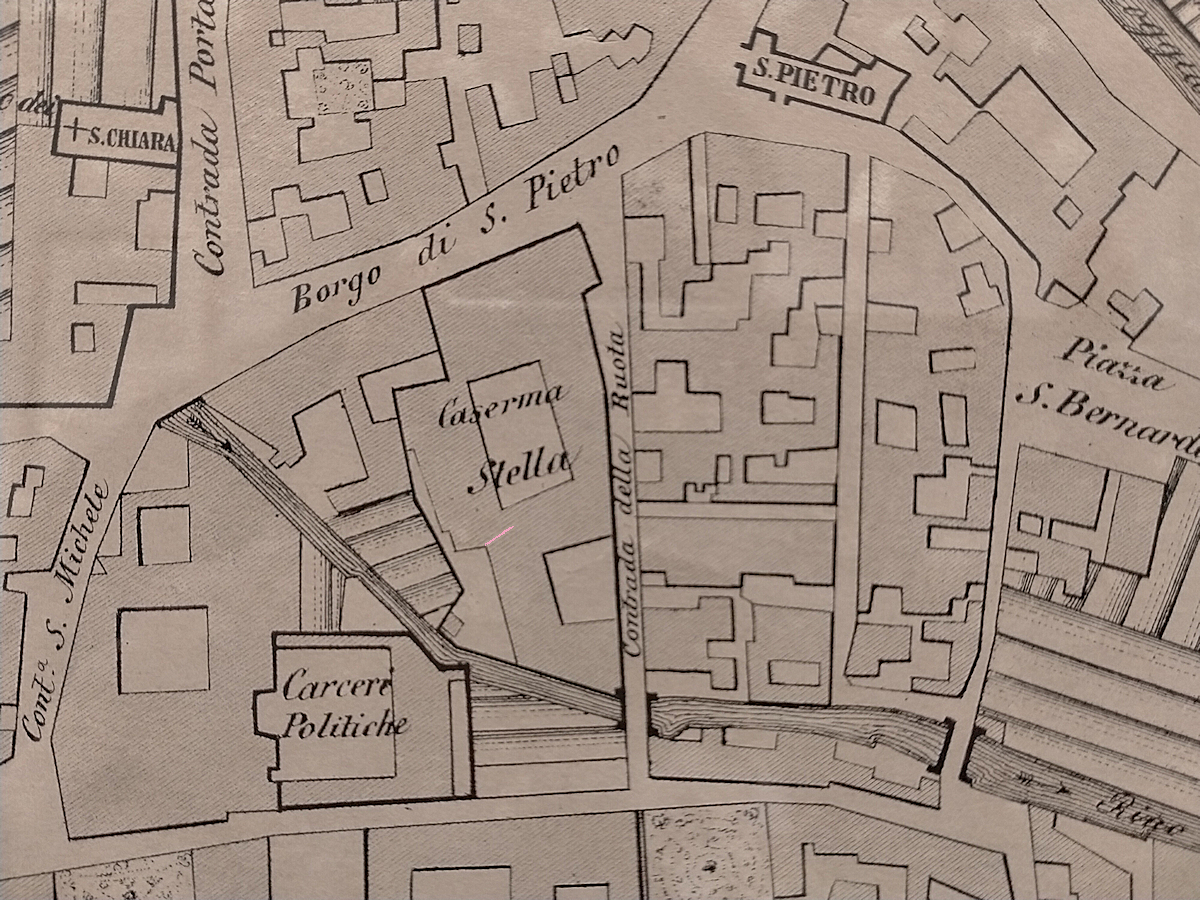
La posizione della caserma "Stella", da una cartografia di Pietro Donati del 1857 ca.

Il vecchio edificio ospedaliero in Borgo San Pietro fu acquistato dal comune e nell'anno 1836 iniziarono i lavori per trasformarlo nella caserma "della Stella", assorbendo la vecchia chiesa e l'attigua Casa Bernardi. In una delibera del 1874 si apprende che il complesso era stato declassato a magazzino, quindi messo in vendita nel 1879 e acquistato per la somma di 31.800 lire da Ermes Albergoni e Luigi Magnani; subentrarono nuovi progetti, l'edificio ritornò all'ente pubblico e raso al suolo nel 1889 per creare una piazza che il comune dedicò al filantropo Francesco Grassi. Ma solo dopo pochi mesi si decise di costruirvi su progetto dell'ingegnere comunale Amos Coroneo un nuovo edificio destinato ad ospitare le Scuole elementari maschili e la Scuola Normale. Oggi vi ha sede la scuola primaria statale di Borgo San Pietro e la segreteria dell'Istituto comprensivo Crema Uno.